# Lolhuis

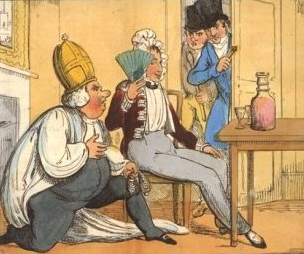
Satirische prent uit 1822 over het incident waarbij de bisschop van het Noord-Ierse Clogher was betrapt toen hij in een achterkamer van de White Lion Pub in Londen in het gevlei probeerde te komen bij de soldaat John Moverley.

Een lolhuis was in de 18e eeuw een herberg, café of particuliere woning waar homoseksuele mannen, destijds doorgaans aangeduid als sodomieten, elkaar ontmoetten voor gezelligheid en eventuele seksuele contacten, al dan niet tegen betaling. In Londen stonden dergelijke gelegenheden bekend als molly house.

## Karakter
Een lolhuis wordt ook wel omschreven als een bordeel, maar destijds was het onderscheid met herbergen en drinkhuizen vaak niet heel scherp. Homoseksuele prostitutie tegen betaling deed zich in die tijd doorgaans bij gelegenheid voor en had nog geen bedrijfsmatig karakter.
In de lolhuizen ontwikkelde zich een homoseksuele subcultuur waarbij in taalgebruik, kleding en gedrag vrouwelijke prostituees geïmiteerd werden. Buiten de beslotenheid van de lolhuizen werd zulke 'verwijfdheid' zelden aangetroffen; de mannen die op "cruysbanen" in de open lucht seksuele contacten zochten hadden een normaal of juist uitgesproken mannelijk voorkomen.

## Nederland
Het Nederlandse woord lolhuis was afgeleid van "lol" dat meid of wijf betekende. In de 19e eeuw werd "lollepot" een scheldwoord voor een lesbische vrouw, wat later werd afgekort tot "pot".

### Amsterdam
Een landelijk bekend lolhuis was Het Serpent aan de vroegere Vismarkt in Amsterdam. De waard van deze herberg was de "op zyn Jan Meysjes" sprekende Jurriaan Bakbandt, die afkomstig was uit Emden. Zijn vrouw vertelde tijdens een verhoor in 1730 dat er 's avonds veel jongemannen kwamen die altijd meteen naar twee kamers werden geleid waar alleen haar man ze van drank voorzag; zijzelf en vrouwelijk personeel mochten er niet naar binnen. In deze kamers bevonden zich niet alleen een bed, maar ook een kast met vrouwenmutsen en -schorten, mogelijk voor een rollenspel.
Het Serpent werd door vele mannen bezocht, niet alleen uit Amsterdam, maar ook uit Haarlem, Leiden en Den Haag. Anders dan in laatstgenoemde stad werd door Bakbandt niet tussen de homoseksuele klanten bemiddeld. Al tijdens het justitiële onderzoek was Bakbandt de stad ontvlucht. Zijn vrouw werd levenslang verbannen, waarna hun herberg verkocht werd. Een ander Amsterdams lolhuis was het drinkhuis van Jan Raetes van Riesenbeek in de Prinsenhofsteeg. Hij werd in juli 1730 uit de stad verbannen. Ook de herberg Kortenhoef aan de Vijzelstraat was vermoedelijk een lolhuis.

### Utrecht
In de stad Utrecht was de herberg buiten de Tolsteegpoort een ontmoetingsplek voor sodomieten. De waard van deze herberg was Hendrick Coopman, die in het kader van de Utrechtse sodomieprocessen ondervraagd en op 5 juni 1731 veroordeeld werd tot levenslange verbanning uit de stad. Uit de verhoren bleek dat in deze herberg homoseksuele mannen elkaar ontmoeten en "slappe dingen styf gemaakt" werden, volgens betrokkenen op een "apart Camertie voor manvolck". De kroongetuige Zacharias Wilsma verklaarde dat hij op een bovenkamertje in deze herberg sodomie had gepleegd met twee Amsterdammers. Uit de processtukken blijkt dat de betrokken homoseksuelen voornamelijk uit het milieu van ambachtslieden, kleine winkeliers en huispersoneel kwamen.

### Den Haag
In Den Haag deden de herberg Het Hof van Holland alsmede de woningen van Pieter Schouten en Cornelis Simonis dienst als lolhuizen waar homoseksuele mannen elkaar ontmoetten en met elkaar afspraken, aldus een verklaring van de verdachte Jacob Backer uit 1730. In Friesland fungeerde de woning van Jurrien Christiaens (alias De Bult, slappe Lysbeth, nigt Petronella en Johanna nigt) als lolhuis waar volgens Zacharias Wilsma wekelijks zo'n 6 tot 10 mannen uit de buurt bijeenkwamen om sodomie te bedrijven. Christiaens werd op 18 november 1730 terechtgesteld door middel van worging aan de paal waarna zijn lijk werd verbrand.

## België
Uit de vroegere Zuidelijke Nederlanden zijn geen lolhuizen of vergelijkbare etablissementen bekend. Mogelijk waren ze er niet, dan wel waren er slechts enkele die goed verborgen waren. De in 1781 in Antwerpen wegens sodomie gearresteerde Peter Stocker verklaarde dat er in Frankrijk destijds wel speciale gelegenheden voor homoseksuele mannen bestonden.

## Engeland

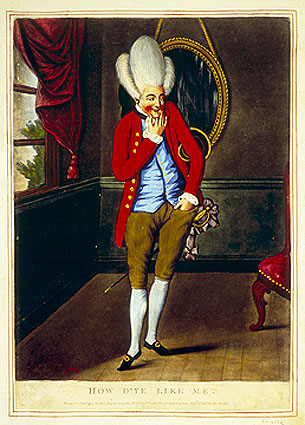
18e-eeuwse kleurengravure van een zich vrouwelijk gedragende homoseksuele man, die ook wel als een molly of macaroni aangeduid werd.

In het 18e-eeuwse Londen waren er zogeheten molly houses, waarbij molly een gebruikelijke benaming voor een vrouwelijke prostituee was die ook op homoseksuele mannen werd toegepast. Molly houses ontstonden na 1700, waarschijnlijk doordat het puritanisme zijn invloed verloren had en door de stijgende welvaart ook de gewone man geld kreeg om uit te gaan, waardoor een groot aantal clubs en koffiehuizen ontstond.
Nog tot ver in de 20e eeuw waren er in Engeland reguliere pubs en bars die een aparte achterkamer (een back bar) hadden waar op bepaalde avonden homoseksueel publiek terechtkon. Dat was bijvoorbeeld van de jaren '50 t/m de jaren '70 het geval bij de vroegere Lockyer Tavern in Plymouth en bij de The Old Dog and Partridge in Nottingham. Sinds 1980 waren er in de achterbar van de Kings Head aan de King Street in Leicester op vrijdag vrouwenavonden die ook via een aparte achterdeur bereikt konden worden.

### Molly houses
Gedurende de 18e eeuw waren in Londen zo'n 30 molly houses onderwerp van gerechtelijk onderzoek, wat er op wijst dat het aantal van dergelijke uitgaansgelegenheden in die tijd relatief net zo omvangrijk was als de moderne homohoreca. De meeste Molly Houses waren alehouses uiteenlopend van kleine zaakjes waar 8 tot 10 mollies in de achterkamer bijeenkwamen tot pubs waar alleen maar homoseksuelen kwamen en die ook in de buurt alszodanig bekend stonden. Soms fungeerden ook koffiehuizen of herbergen als molly house.
De meeste molly houses werden uitgebaat door homomannen die onder een vrouwennaam bekend stonden, sommige door een heteropaar en andere zelfs door een gehuwd homopaar. Zo werd een molly pub in King Street gerund door Robert Whale en York Horner die door hun vrienden Peggy en Pru genoemd werden. Ook de bezoekers van de molly houses, hoofdzakelijk ambachtslieden, gebruikten onderling meisjesnamen - een uiting van een subcultuur waarbij de kenmerkende gedragingen van prostituees, niet van dames geïmiteerd werden. In de molly houses zongen de homomannen vaak obscene liederen, dansten op vioolmuziek en namen deel aan de drag balls die er in de kersttijd en tijdens oudejaarsavond werden gehouden.
Hoewel molly houses met een bordeel vergeleken kunnen worden gingen mannen er niet heen om tegen betaling van seksuele diensten gebruik te maken. Ze kwamen er in de eerste plaats voor de gezelligheid. Degenen die seks met elkaar wilden hebben konden zich vervolgens terugtrekken in de daartoe bestemde "trouwkamers". De bekende Londense pub Royal Oak had bijvoorbeeld een voorkamer voor bezoekers uit de buurt, een achterkamer voor mollies en een kleine kamer genaamd "The Chapel" waar mannen met elkaar konden "trouwen". Bordelen speciaal voor mannelijke prostitués komen pas vanaf de 19e eeuw in de bronnen voor.

### Mother Clap
Het populairste molly house was dat van Margaret Clap, alias Mother Clap, dat van 1716 tot 1726 in de Field Lane in de Londense wijk Holborn gevestigd was en elke avond zo'n 30 homoseksuele mannen trok. Op zondag kon dat oplopen tot 40 à 50 mannen die ook van buiten Londen kwamen om hier te zingen en te dansen. Ook deze zaak beschikte over een "trouwkamer" waar een dubbel bed stond en waar een portier telkens twee mannen in- en uitliet. In 1726 deed de politie een inval in Mother Clap's molly house, waarbij 40 mannen gearresteerd werden. Mother Clap zelf werd tot zes maanden gevangenis veroordeeld en aan de schandpaal gezet, waar ze dermate werd toegetakeld dat ze waarschijnlijk voor het einde van haar gevangenisstraf overleed. Van de bezoekers werden drie mannen opgehangen wegens sodomie en zes aan de schandpaal gezet en tot maximaal twee jaar gevangenis veroordeeld.